# Otto Friedrich Ranke
Otto Friedrich Ranke (* 17. August 1899 in München; † 19. November 1959 in Erlangen) war ein deutscher Physiologe, Militärarzt (Oberfeldarzt) und Hochschullehrer.

## Leben
Otto Friedrich Ranke, dessen Vater der Psychiater Karl Ranke (1861–1951) war, absolvierte nach dem Abschluss seiner Schullaufbahn ein Studium der Medizin an den Universitäten München und Freiburg. In Freiburg bestand Ranke im Jahr 1923 das Staatsexamen und promovierte dort ein Jahr später bei Ludwig Aschoff mit der Dissertation „Über die Änderung des elastischen Widerstandes der Aortenintima und ihre Folge für die Entstehung der Atheromatose“ zum Dr. med. Danach studierte Ranke bis 1925 mit Hilfe eines Stipendiums der Rockefeller-Stiftung weiter an der TH München und widmete sich mathematischen Studien. Anschließend war Ranke als Assistent am Pathologischen Institut der Universität Freiburg und unter Philipp Broemser (1886–1940) von 1928 bis 1935 an den Physiologischen Instituten der Universitäten Basel sowie Heidelberg tätig. Seine Habilitation folgte im Jahr 1931 an der Universität Heidelberg mit der Schrift „Die Gleichrichter-Resonanztheorie: Eine Erweiterung der Helmholtzschen Resonanztheorie des Gehörs durch physikalische Untersuchung der Flüssigkeitsschwingungen“.
Ranke gehörte dem Stahlhelm an und wurde nach der Überführung des Stahlhelms in die Sturmabteilung (SA) Mitglied der SA. Zudem war er auch Mitglied im NS-Lehrerbund. Ab 1935 war Ranke am Luftfahrtmedizinischen Forschungsinstitut der Militärärztlichen Akademie in Berlin bei Hubertus Strughold tätig. Ranke wurde 1936 in Berlin zum außerplanmäßigen Professor der Universität Berlin ernannt. Von 1937 bis 1945 leitete er an der Militärärztlichen Akademie das Institut Allgemeine und Wehrphysiologie. Ranke legte 1939 das Zentralarchiv der Wehrmacht an und forschte an der Militärärztlichen Akademie zur Luftfahrtmedizin, Wärmeregulation und Ernährungsphysiologie. Sein Spezialgebiet waren leistungssteigernde Mittel. Ranke war zudem beratender Wehrphysiologe der Heeressanitätsinspektion. Als Oberfeldarzt nahm Ranke an der Tagung über Ärztliche Fragen bei Seenot und Winternot am 26. und 27. Oktober 1942 in Nürnberg teil, wo auch über die Unterkühlungsversuche im KZ Dachau referiert wurde. Bei dem Bevollmächtigten für das Gesundheitswesen Karl Brandt war Ranke ab 1944 noch Angehöriger des wissenschaftlichen Beirates.
Nach Kriegsende leitete Ranke ab Anfang Mai 1946 an der Universität Erlangen das Physiologische Institut, wurde aber nach drei Monaten durch die amerikanische Militärregierung wieder entlassen. Von Mitte September 1947 bis zu seinem Tod war Ranke Professor für Physiologie an der Universität Erlangen und zugleich Direktor des dortigen Physiologischen Instituts. Seine Forschungsschwerpunkte waren Sinnes- und Ernährungsphysiologe sowie die Physiologie des Stoffwechsels. Zudem war er ein begabter Mathematiker. Zu seinen Assistenten und Schülern gehörten der Physiologe Wolf-Dieter Keidel und der Chirurg und Würzburger Hochschullehrer Ernst Kern. Ranke war Autor mehrerer Fachpublikationen, so gab er 1950 zusammen mit Konrad Lang ein Lehrbuch zu Stoffwechsel und Ernährung heraus. Ranke starb im November 1959 unerwartet an einer arteriellen Thrombose im Schlaf bzw. am Schreibtisch sitzend. Sein Nachfolger wurde sein Oberassistent, der Privatdozent Wolf-Dieter Keidel.